# Liste der Geotope im Kreis Ostholstein
Diese sortierbare Liste enthält die Geotope des Kreises Ostholstein in Schleswig-Holstein. Sie enthält die amtlichen Bezeichnungen für Namen und Nummern sowie deren geographische Lage (Stand 2015).
| Geotop-Nummer | Objektnummer Geotop-Potentialgebiet | Name                                                                              | Geotoptyp                          | Gemeinde/Stadt                 | Koordinaten                      | Bild              | Bemerkung |
| ------------- | ----------------------------------- | --------------------------------------------------------------------------------- | ---------------------------------- | ------------------------------ | -------------------------------- | ----------------- | --- |
|               | Dr 001                              | Drumlinlandschaft bei Neustadt                                                    | Drumlin, drumlinisierte Landschaft | Neustadt (Holstein)            | 54° 7′ 4,7″ N, 10° 50′ 23,9″ O   |                   | |
|               | Dr 004                              | Moränen von Wandelwitz - Teschendorf                                              | Drumlin, drumlinisierte Landschaft | Gremersdorf                    | 54° 20′ 17,4″ N, 10° 52′ 51,9″ O |                   | |
|               | Dr 006                              | Drumlins Fehmarn                                                                  | Drumlin, drumlinisierte Landschaft | Fehmarn                        | 54° 24′ 17,1″ N, 11° 9′ 38,1″ O  |                   | |
|               | Fl 006                              | Randlagenlandschaft östlich Taschensee und Pönitzer Seen und angrenzende Gebiete  | Glazigenes Flächenelement          | Scharbeutz                     | 54° 2′ 54,6″ N, 10° 42′ 57,7″ O  |                   | |
|               | Hy 002                              | Curauer Moor                                                                      | Quelle, Quellform                  | Curau                          | 53° 58′ 6,8″ N, 10° 38′ 0,8″ O   | Curauer Moor      | siehe auch Curauer Au |
| Hy 005        |                                     | Quellkalkvorkommen Kellersee                                                      | Quelle, Quellform                  | Malente, Eutin                 | 54° 9′ 59,9″ N, 10° 34′ 24″ O    |                   | |
| Kl 016        |                                     | Kliff Neuteschendorf / Putlos – Johannistal (2 Einzelflächen)                     | Kliff                              | Weißenhäuser Strand            | 54° 21′ 46,6″ N, 10° 53′ 11,1″ O |                   | |
| Kl 017        |                                     | Kliff bei Heiligenhafen                                                           | Kliff                              | Heiligenhafen                  | 54° 22′ 50,1″ N, 10° 55′ 42,5″ O |                   | |
| Kl 018        |                                     | Kliff Wulfen/Fehmarn                                                              | Kliff                              | Fehmarn                        | 54° 22′ 50,1″ N, 10° 55′ 42,5″ O |                   | |
| Kl 019        |                                     | Kliff Staberhuk - Klausdorf/Fehmarn mit Untereozän - Aufschluss von Katharinenhof | Kliff                              | Fehmarn                        | 54° 24′ 10,2″ N, 11° 18′ 45,4″ O |                   | |
| Kl 020        |                                     | Kliff Marienleuchte/Fehmarn                                                       | Kliff                              | Fehmarn                        | 54° 29′ 43,9″ N, 11° 14′ 22,1″ O |                   | |
| Kl 021        |                                     | Kliff Flügge/Fehmarn                                                              | Kliff                              | Fehmarn                        | 54° 27′ 7,7″ N, 11° 0′ 17,7″ O   |                   | |
| Kl 022        |                                     | Kliff Siggen - Süssau                                                             | Kliff                              | Heringsdorf (Ostholstein)      | 54° 17′ 16,6″ N, 11° 4′ 50,6″ O  |                   | |
| Kl 023        |                                     | Kliff Dahmeshöved                                                                 | Kliff                              | Dahme                          | 54° 12′ 9,9″ N, 11° 5′ 30,6″ O   |                   | |
| Kl 024        |                                     | Kliff Grömitz - Rettin                                                            | Kliff                              | Grömitz                        | 54° 7′ 42″ N, 10° 56′ 15,1″ O    |                   | |
| Kl 025        |                                     | Kliff Sierksdorf - Wintershagen                                                   | Kliff                              | Sierksdorf                     | 54° 4′ 52,1″ N, 10° 47′ 46″ O    |                   | |
| Kl 035        |                                     | Kliff Rettin - Pelzerhaken                                                        | Kliff                              | Neustadt (Holstein)            | 54° 5′ 43,8″ N, 10° 52′ 34,9″ O  |                   | |
| Kl 036        |                                     | Kliff Scharbeutz - Timmendorf                                                     | Kliff                              | Scharbeutz/Timmendorfer Strand | 54° 0′ 49″ N, 10° 46′ 3,1″ O     |                   | |
|               | Ma 004                              | Eichholz - Niederung Heiligenhafen                                                | Marsch/Wattlandschaft              | Heiligenhafen                  | 54° 22′ 50″ N, 10° 56′ 24,7″ O   |                   | |
| Os 013        |                                     | Os von Ovendorf                                                                   | Os                                 | Ratekau                        | 53° 55′ 24,2″ N, 10° 48′ 28,7″ O |                   | |
| Qp 026        |                                     | Weichselkaltzeit: Gekritzte Großgeschiebe, Geschiebepflaster Staberhuk / Fehmarn  | Aufschluss                         | Fehmarn                        | 54° 24′ 16,5″ N, 11° 17′ 4,6″ O  | Geschiebepflaster | Siehe auch: Portalla, Peter; Grube, Alf; Newig, Jürgen (2015): Gletscherschliff auf Findlingen – Ungewöhnliches Geschiebepflaster an der Südküste Fehmarns bei Staberhuk. - Natur- und Landeskunde - Zeitschrift für Schleswig-Holstein, Hamburg, Mecklenburg. 122. Jg. (9–10); S. 181–189; Link; Stephan, Hans-Jürgen (2016): Drumlins, Geschiebepflaster und Oser auf Fehmarn – mit Bemerkungen und Ergänzungen zu PORTALLA, GRUBE & NEWIG 2015 - Natur- und Landeskunde - Zeitschrift für Schleswig-Holstein, Hamburg, Mecklenburg. 123. Jg. (1–3); S. 28–37 Link und Gletscherschliff - Zeugen der Gletschereisbewegungen zur Weichsel-Eiszeit auf Fehmarn; Link |
| Te 004        |                                     | Untereozän: Heiligenhafen                                                         | Aufschluss                         | Heiligenhafen                  | Koordinaten fehlen! Hilf mit.    |                   | |
| Te 005        |                                     | Untereozän: Katharinenhof / Fehmarn                                               | Aufschluss                         | Fehmarn                        | Koordinaten fehlen! Hilf mit.    |                   | |
|               | Mo 021                              | Moränen Damlos - Lensahn                                                          | Moräne                             | Damlos/Lensahn                 | 54° 13′ 52,2″ N, 10° 54′ 43,8″ O |                   | |
|               | Mo 022                              | Moränen am Dieksee                                                                | Moräne                             | Malente ?                      | 54° 10′ 12″ N, 10° 31′ 35,3″ O   |                   | Die Moränen am Dieksee liegen sowohl im Kreis Ostholstein, als auch im Kreis Plön. |
|               | Mo 023                              | Moränen bei Gömnitz                                                               | Moräne                             | Süsel                          | 54° 6′ 59,8″ N, 10° 43′ 25,7″ O  |                   | siehe Gömnitzer Berg, Gömnitzer Turm |
|               | Mo 024                              | Moränen bei Schwienkuhlen                                                         | Moräne                             | Ahrensbök                      | 54° 4′ 14,8″ N, 10° 35′ 20,3″ O  |                   | |
|               | Mo 026                              | Moränen Lebatz - Dakendorf, Lebatz - Dissau und Takenrade - Cashagen              | Moräne                             | Ahrensbök/Stockelsdorf         | 53° 57′ 38,2″ N, 10° 33′ 22,8″ O |                   | |
|               | Mo 027                              | Moränen Pohnsdorf - Parinerberg                                                   | Moräne                             | Bad Schwartau                  | 53° 56′ 27,3″ N, 10° 39′ 57,6″ O |                   | |
|               | Mr 014/Qp 028                       | Weichsel - Kaltzeit: Pingo - ähnliche Struktur Moorsee - Niederung, südlich Kiel  | Moor                               |                                | 54° 15′ 30,2″ N, 10° 8′ 7,1″ O   |                   | Das Gebiet liegt sowohl im Kreis Plön, als auch in Kiel und im Kreis Rendsburg-Eckernförde. |

## Quelle
- Geotopliste Planungsraum III. (PDF; 303 kB) Geologischer Dienst im Landesamt für Landwirtschaft, Umwelt und ländliche Räume des Landes Schleswig-Holstein, Mai 2015, abgerufen am 30. Juli 2015.